# Coltura senza suolo
Le colture senza suolo consistono nel coltivare le piante non nel terreno agrario ma attraverso un mezzo artificiale; nate per studi di fisiologia vegetale, sono oggi usate per produrre insalata, pomodori, cetrioli, meloni, peperoni, melanzane, lattuga e fragole.
La tecnica colturale è semplice ma comporta alcune difficoltà sia economiche che tecniche poiché richiede una maggiore competenza dell'agricoltore.
Le componenti di questa tecnica sono tre:
il substrato, la soluzione nutritiva e l'impianto di distribuzione.
Il substrato di solito è formato da sabbia, ghiaia, scorze di pino, argilla e lana di roccia e può essere artificiale o naturale.
Un buon substrato deve essere allo stesso tempo maneggevole e leggero.
La soluzione nutritiva è molto importante per questa tecnica poiché richiede la ricerca accurata degli elementi nutritivi da somministrare alle colture.
L'impianto di distribuzione è composto da delle grandi vasche impermeabilizzate.
Queste sono piene di substrato e attraverso delle tubazioni collegate a una pompa viene somministrata la soluzione nutritiva.
Questo sistema è affiancato da tecniche più recenti come l'Nft (Nutrient film techique) e l'Egs (Ein gedi Sistem).

## Il sistema NFT (Nutrient film technique)
È un sistema di coltivazione idroponica che recupera la soluzione nutritiva attraverso una serie di canaletti in pvc neri all'interno e bianchi all'esterno.
La soluzione nutritiva viene trasportata da delle tubazioni nelle vaschette dove si trovano le colture.
La soluzione in eccesso viene assorbita da un tubo di scarico collegato alla vasca di raccolta.
La vasca di raccolta è realizzata in cemento ed è di dimensioni piccole.
La composizione della soluzione nutritiva varia a seconda della coltura.
Per il pomodoro soluzione mg/l da: N=150-200, P=50, K=400, Mg=40/50, Ca=150/300, Fe=3/5, Mn=1, B=0,3, Cu=0,1, Zn=0,1 Mo=0,05.
Infine il sistema Nft consente un risparmio sull'acqua impiegata.
Inoltre essendo totalmente assente il substrato, la difesa fitosanitaria è più facile e si effettua aggiungendo direttamente i prodotti alla sostanza nutritiva.
Il sistema ntf  è difficile da applicare nei climi più caldi perché  non viene protetto l'apparato radicale dalle elevate temperature.
Esistono dei metodi alternativi come: Ariel System e l'High density system.

## Il sistema Egs (Ein gedi system)
Il sistema Egs è formato da vaschette uguali a quelle del metodo Nft.
L'unica differenza che contraddistingue i due sistemi è che nell'Egs le vaschette sono posizionate su un piano orizzontale.
Per rendere più aerata possibile la soluzione si fa uscire forzatamente attraverso una serie di spruzzini fissati su un tubo.

## Il sistema verticale a torre idroponica/aeroponica
Il sistema si basa su una colonna centrale sulla quale vengono posti "bicchieri" di coltivazione. Le piante vengono alimentate da un ricircolo di acqua che, spinta in cima da una pompa immersa nel vaso alla base, si versa per caduta sui bicchieri che contengono le piante bagnando le radici che cresceranno nel vuoto all'interno della colonna centrale. Nel corso del 2020 sono apparsi sul mercato impianti dimensionati per la produzione domestica.

## Il sistema Ivi
L'impianto è formato da una serie di colonne di coltura formate da 15 vasche in polistirolo.
Per questa tecnica come substrato viene usata l'argilla espansa.
Un impianto idrico con una pompa porta la soluzione nutritiva alla prima vaschetta e la fa tracimare alla vasca sottostante, fino alla canala di scolo.
Un foro ne consente il perfetto drenaggio appena si interrompe il flusso irriguo.
L'impianto di fertilizzazione è controllato da una sonda elettronica che sollecita una centralina di comando rendendo l'impianto autonomo.

## Coltura idroponica in lana di roccia
Le piante vengono coltivate in contenitori di lana di roccia che è un materiale ad altissima porosità.
I contenitori sono nutriti goccia per goccia.
Le piante sono nutrite nei contenitori che vengono disposti in filare, o su terreno.
Le facce esterne dei contenitori sono rivestite di plastica

## Coltura idroponica in sacchi
In questo sistema il substrato è composto da un terreno torboso contenuto in sacchi di plastica.
I sacchi vengono disposti sul terreno della serra e sopra di questo vengono creati dei fori in cui vengono seminate le piante.
Un sistema di microirrigazione a goccia assicura l'apporto idrico e la distribuzione in ogni sacco di un'apposita soluzione nutritiva.
I sacchi vengono sostituiti dopo 2 – 3 cicli.